# 六首樂興之時 (舒伯特)
六首樂興之時（法語：Six moments musicaux，也译作“音乐瞬间”）， D. 780 (Op.  94)，為浪漫樂派作曲家弗朗茨·舒伯特於1823至1828年創作的一系列音樂小品。其中的曲目包括：
1. Moderato（中板，C大調）
2. Andantino（行板，降A大調）
3. Allegro moderato（中庸的快板，F小調）
4. Moderato（中板，升C小調）
5. Allegro vivace（活潑的快板，F小調）
6. Allegretto（稍快板，降A大調）

創立的與即興曲類似的一種鋼琴小品體裁，是十九世紀初浪漫主義時期興起的名目繁多的鋼琴特性曲之一，具有即興性強和結構短小等特點。樂興之時與其他即興曲是所有舒伯特鋼琴音樂中最經常演奏的，並被多次錄製。此外，第3號曾由Leopold Godowsky等人編排。
有些人認為，舒伯特由於受到揚·瓦茨拉夫·沃日謝克即興曲（Impromptus, Op. 7）的影響而創作了這些作品。
這部作品於1828年在維也納由萊德斯多夫出版，原本的標題是Six Momens musicals。現在通常使用正確的法語拼字－Moments（時刻，而不是Momens，婦女）和Musicaux（音樂，而不是Musicals，音樂劇）。第六號則是在1824年出版的聖誕專輯“Les plaintes d'un troubadour”中發行的。
這幾首小品具有即興性質和結構短小的特點，且每一首都有其獨特之處，展現豐富的情感及音樂表現力，足以被視為十九世紀初期鋼琴小品中的傑作。樂興之時後來也獨立發展為一種鋼琴曲的體裁。

## 改編
香港動畫《麥兜故事》則採用了第三小品，將其重新填詞成了〈麥兜與雞〉。

## 外部鏈結
- 樂興之時：国际乐谱典藏计划上的乐谱
- 樂興之時由來自伊莎貝拉嘉納藝術博物館的查利·阿爾伯雷特（英语：Charlie Albright）演出，MP3檔